# せとか

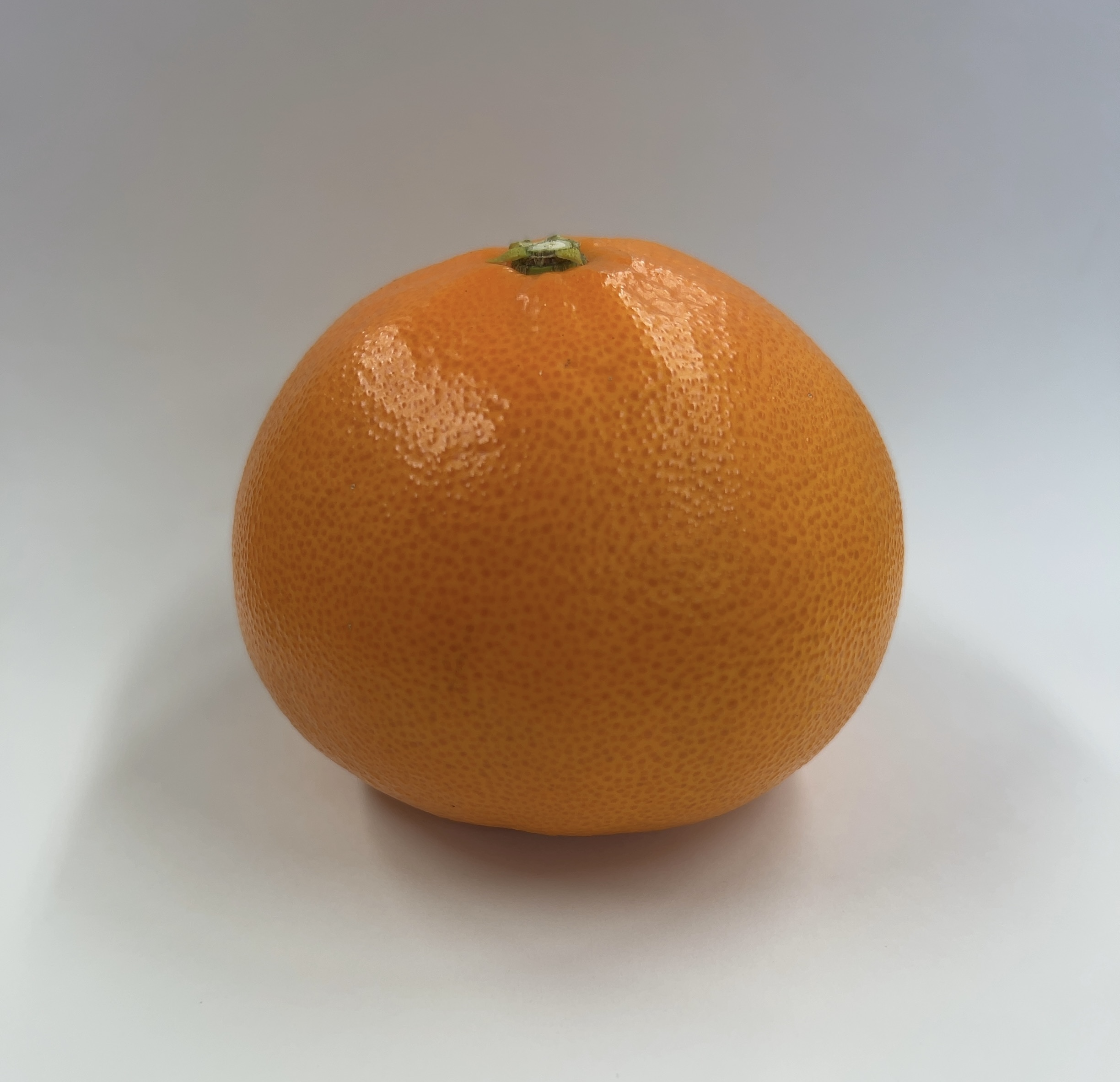
せとか

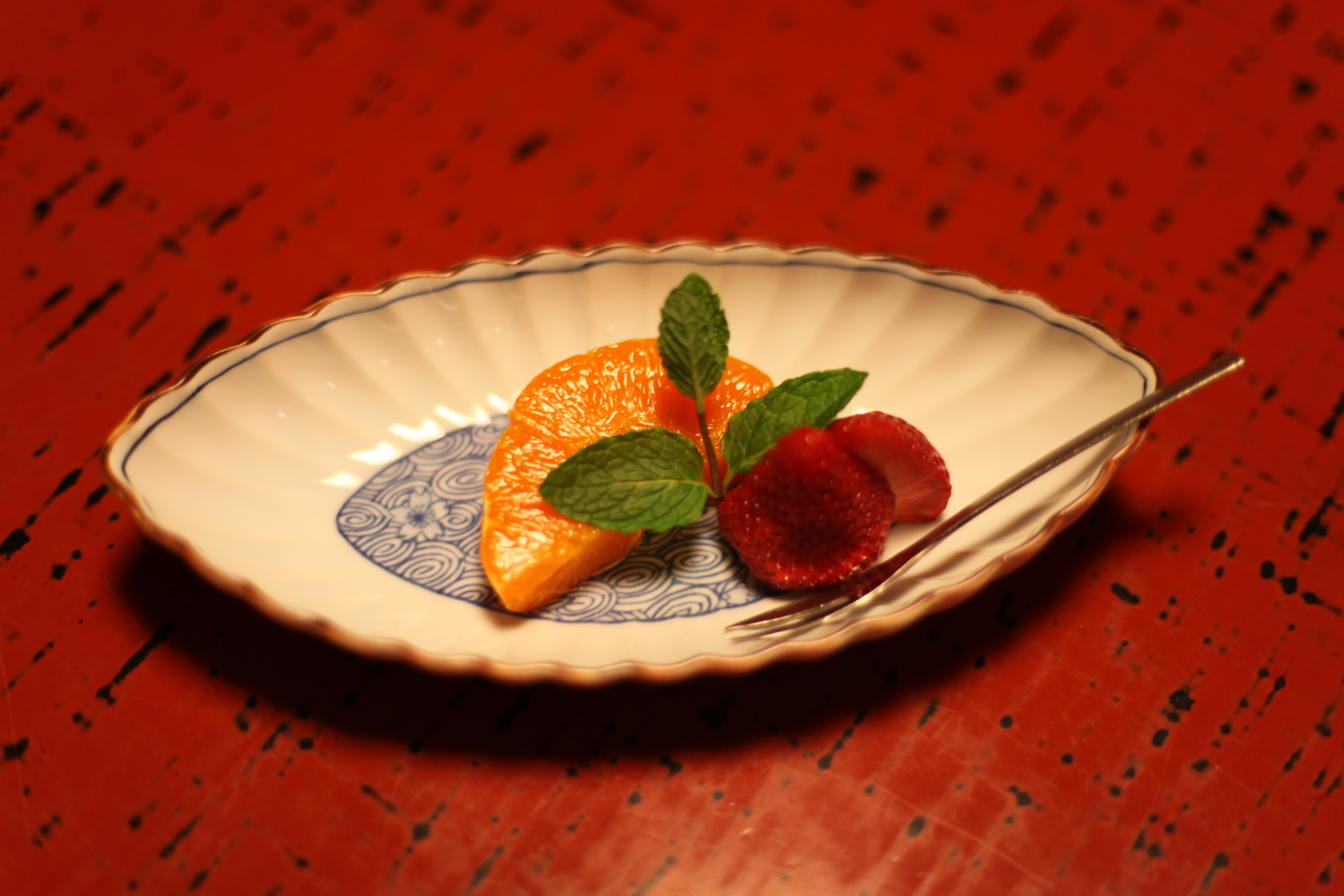
懐石料理での「せとか」

せとかは、ミカン科の常緑樹で柑橘類の一種である。品種名は、育成地が長崎県島原と熊本県天草の間にある「早崎瀬戸」海峡のそばに位置すること、中国・四国の「瀬戸内地方」で普及が期待される、芳香のある柑橘類であることに由来する。
日本における2020年の収穫量は5,003トン、収穫量1位は愛媛県の3,315トンで、他に和歌山県や佐賀県、広島県など日本各地で育成されており、せとかの名前ながらも日本各地で育成される柑橘類の一つとなった。。

## 生産
1984年に長崎県口之津の農研機構（旧農林水産省果樹試験場）において、タンゴールの「清見」と「アンコール」を掛け合せたものに「マーコット」を交配し、育成された品種である。
系統は異なるが同じ交配パターンで別の品種として登録された柑橘として「麗紅」がある。せとかの人気が上がるにつれ、親が同じだということで麗紅のブランド商標はまさきと比較されるケースが見られるが、「清見×アンコール」の系統番号は、せとかはNo.2、麗紅はNo.5と若干異なっている。同じ交配でも系統で風味の違いを楽しむことができる。
収穫期は育成地の長崎県で2月上旬から2月下旬。品種登録は2001年10月18日（有効期限25年）。
年明け以降出荷される中晩柑として「はるみ」、「不知火」（デコポン）とともに市場の評価が高く、海外からも注目されている。近縁種の「麗紅」よりも（木に生らせたまま）収穫時期を遅らせることができ、収穫後の長期保存性も良いとされる。
トゲが多い品種のため、果実の表面に傷が付きやすい。栽培にあたって高品質の果実収穫を目指すために、枝のトゲを切り取ったり果実の袋掛けが行われる場合もある。果皮およびじょうのう膜が薄く、食べやすいことから、大玉の傷の無い果実は贈答用として高値で店頭に並んでいる。長いトゲが、果実のカンキツかいよう病蔓延の原因や作業時の障害になるため、トゲなし系統の選抜が2001年より進められており2010年頃より「トゲなしせとか」の苗も発売されている（ただし、若木の間はトゲが出る）。

## 韓国での生産
韓国ではデコポン、甘平などと同じく2000年代初頭に種苗が日本から済州島へ流出。2005年に韓国期待の新品種として名称が公募され「天恵香（チョネヒャン）」となり、高級品種として取引されている。2020年には韓国内で13,137トンを生産、更に増産が図られ2022年は16,535トンであった。

## 果実の特徴
果実の大きさは200グラムから300グラム程度で、タンゴールタイプとしては比較的大玉である。果面はなめらかで美しく、果皮は非常に薄く色も赤橙色を呈している。浮き皮の発生も少ない。アンコールの親品種であるキングマンダリンに似た香りがある。果汁糖度も13度から14度と極めて甘味が強く、樹上で酸味も程良く抜ける為、甘味と酸味のバランスが良い品種である。。

## 関連文献
- 松本亮司ほか「カンキツ新品種'せとか'」『果樹研究所研究報告』第2号、農業技術研究機構果樹研究所、2003年3月、25 - 31頁、doi:10.24514/00001652、NAID 120006586762。